# Zusatzweiterbildung Spezielle Schmerztherapie
Die Zusatzweiterbildung Spezielle Schmerztherapie ist eine in der Musterweiterbildungsordnung der deutschen Bundesärztekammer von 2018 (MWBO) aufgeführte Zusatz-Weiterbildung im Bereich Schmerztherapie für Fachärzte aller Facharztbezeichnungen.

## Definition
Die Zusatz-Weiterbildung Spezielle Schmerztherapie umfasst in Ergänzung zu einer Facharztkompetenz die Erkennung und interdisziplinäre Behandlung chronisch schmerzkranker Patienten, bei denen der Schmerz seine Leit- und Warnfunktion verloren und einen selbstständigen Krankheitswert erlangt hat.

## Mindestanforderung
Um die Bezeichnung Zusatzweiterbildung Spezielle Schmerztherapie führen zu dürfen, müssen Ärztinnen und Ärzte
- über eine Facharztanerkennung verfügen und zusätzlich
- 12 Monate Weiterbildung in Spezieller Schmerztherapie in anerkannten Weiterbildungsstätten absolviert haben und zusätzlich
- an einen Weiterbildungskurs in Spezieller Schmerztherapie mit einem Umfang von 80 Stunden teilgenommen haben[2]

Die Weiterbildungsinhalte sind in der Muster-Weiterbildungsordnung festgelegt.
Bei der Anmeldung zur Weiterbildungsprüfung müssen der zuständigen Ärztekammer  sämtliche Nachweise über die erfüllten Mindestanforderungen vorgelegt werden. Dazu gehören auch die Logbuch-Dokumentationen über alle durch die MWBO vorgegebenen Inhalte der Weiterbildung.

## Inhalte der Weiterbildung
Zur Weiterbildungsprüfung muss man darlegen können, dass man Kenntnisse, Erfahrungen und Fertigkeiten unter anderem in folgenden Bereichen erlangt hat:
- Schmerzmedizinische Gutachtenerstellung einschließlich der Klärung relevanter sozialmedizinischer Fragestellungen
- Ursachen, Epidemiologie und Prävention chronischer Schmerzen einschließlich genetischer, geschlechtsbezogener und psychosozialer Zusammenhänge
- Wirkmechanismen und Evidenzlage von medikamentösen, physiotherapeutischen, psychotherapeutischen, interventionellen und komplementärmedizinischen Verfahren
- Teilnahme an interdisziplinären Schmerzkonferenzen
- Schmerzdiagnostik
  - Erhebung einer bio-psycho-sozialen Schmerzanamnese
  - Anwendung standardisierter und validierter Testverfahren und Frageböge
- spezifische Schmerztherapie bei 
  - Patienten mit psychischen und somatischen Komorbiditäten und Störungen einschließlich Suchterkrankungen
  - Kindern und Jugendlichen
  - bei alternden Menschen
  - Schmerzhaften Erkrankungen des Gefäßsystems
  - Thorakalen Schmerzsyndromen
  - Viszeralen Schmerzen
  - Urogenitalen Schmerzsyndrome
  - Somatoformen Schmerzsyndrome
- Indikationsstellung physiotherapeutischer, psychotherapeutischer, interventioneller und komplementärmedizinischer Verfahren
- Eingehende Beratung und partizipative Entscheidungsfindung einschließlich Festlegung von Therapiezielen
- Schmerzedukation, auch mit Klärung von aufrechterhaltenden psychosozialen Einflussfaktoren
- Aufstellung eines inhaltlich und zeitlich gestuften multimodalen Therapieplanes einschließlich der zur Umsetzung erforderlichen interdisziplinären, interprofessionellen und sozialmedizinischen Koordination
- Initiierung, Modifizierung und/oder Beendigung medikamentöser Kurzzeit-, Langzeit-, und Dauertherapie, insbesondere auch in einer terminalen Behandlungsphase einer palliativen Situation
- Entzugsbehandlungen, insbesondere auch bei Medikamentenmissbrauch und Medikamentenabhängigkeit.[1]

Die Inhalte der Musterweiterbildungsordnung sind allerdings nur eine Empfehlung für die rechtsverbindlichen Weiterbildungsordnungen der Landesärztekammern, die hiervon abweichende Regelungen treffen können.